# تبلدي ساقي
تبلدي ساقي (الاسم العلمي:Adansonia pedunculosa)  هو نوع من النباتات يتبع جنس التبلدي من الفصيلة الخبازية.

## التسمية
من الأسماء الأخرى لهذا النبات: باوباب ساقي وبوحباب ساقي وأدانسونية ساقية وخبز القرود الساقي.